# Ottilia Solt
 (février 2022).
Si vous disposez d'ouvrages ou d'articles de référence ou si vous connaissez des sites web de qualité traitant du thème abordé ici, merci de compléter l'article en donnant les références utiles à sa vérifiabilité et en les liant à la section « Notes et références ».
Dans le nom hongrois Solt Ottilia, le nom de famille précède le prénom, mais cet article utilise l’ordre habituel en français Ottilia Solt, où le prénom précède le nom.
Ottilia Solt est une sociologue et femme politique hongroise, membre fondatrice de l'Alliance des démocrates libres.

## Biographie

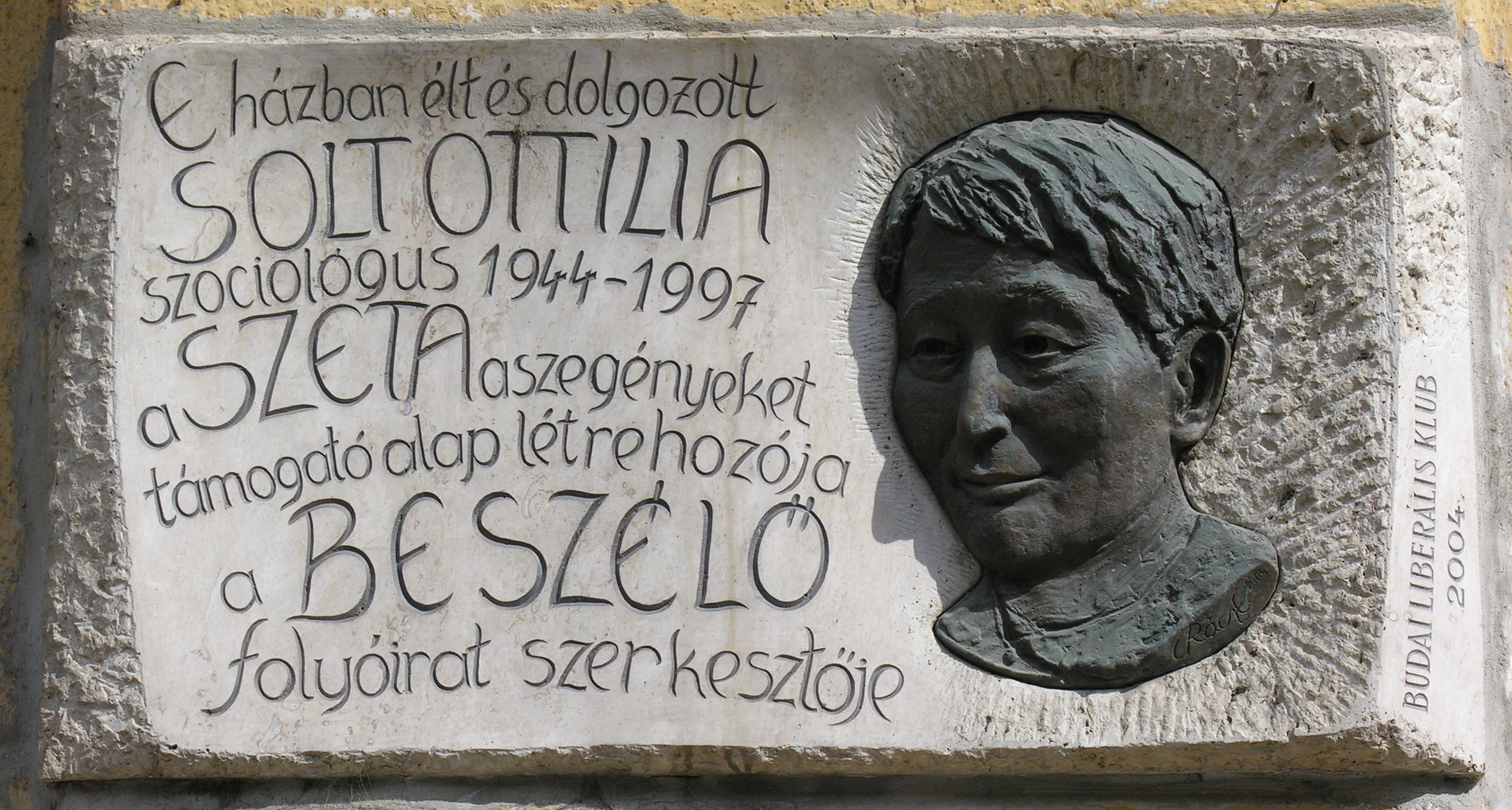
Plaque à l'endroit où vécut Ottilia Solt et où était conçu Beszélő.

Elle est diplômée en philosophie hongroise de l'université Loránd-Eötvös en 1967. De 1967 à 1971, elle œuvre comme sociologue à l'Institut de recherche économique, et de 1972 à 1979, au groupe de sociologie de l'Institut pédagogique de Budapest. Entre-temps, elle participe, avec István Kemény et d'autres, à des recherches organisées pour le compte du Groupe de recherche sociologique de l'Académie hongroise des sciences (devenu l'Institut à partir de 1963) et de l'Institut d'économie de l'Académie hongroise des sciences. 
Après avoir été démise de ses fonctions pour ses sujets de recherche et pour avoir soutenu la charte 77, elle travaille comme enseignante et bibliothécaire jusqu'en 1981. 
Dans les années 1970, elle commence à étudier les conditions de vie des couches les plus pauvres de la société hongroise, ce qui l'amène à créer, en 1979, le Fonds pour les pauvres (SZETA) (hu)). En même temps, elle commence à participer au journal d'opposition illégal Beszélő. En 1985, elle prend part à la réunion illégale de 45 intellectuels de l'opposition (hu) à Monor. En 1988, elle devient la directrice du Réseau des initiatives libres et membre fondateur de l'Alliance des démocrates libres (SZDSZ). Entre 1990 et 1994, elle est membre du Parlement et, plus tard, enseignante.
Au début de l'année 1993, elle s'éloigne complètement de la ligne principale du SZDSZ et décide de ne pas se représenter aux élections. Peu après, le 4 avril 1993, elle est impliquée dans un grave accident sur l'autoroute M1 à la sortie de Tata, alors qu'elle se rendait de Budapest à Győr. La Trabant dans laquelle elle se trouvait entre en collision avec un camion grec et son fils y trouve la mort. Peu de temps après, en 1994, son compagnon décède après une longue et grave maladie. 
Dans les dernières années de sa vie, elle crée un nouveau cadre institutionnel pour poursuivre la tradition de SZETA en établissant le programme de diplôme en travail social au Wesley János Lelkészképző Főiskola (hu) et en façonnant son identité intellectuelle. Elle continue à s'exprimer sur l'état des affaires publiques dans ses articles. Après une longue période de grave maladie, elle meurt le 1er février 1997. 

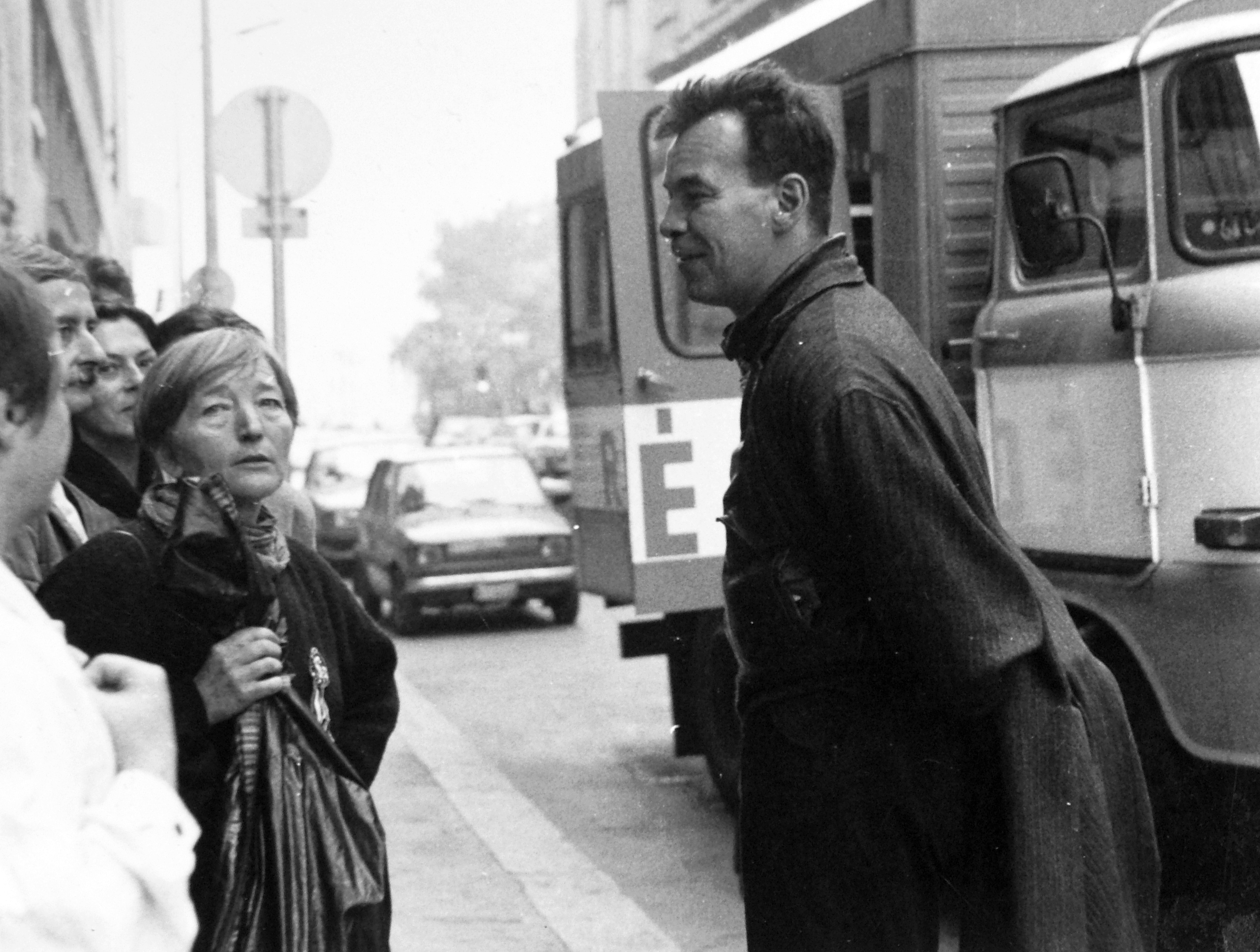
En 1989 avec László  Rajk.
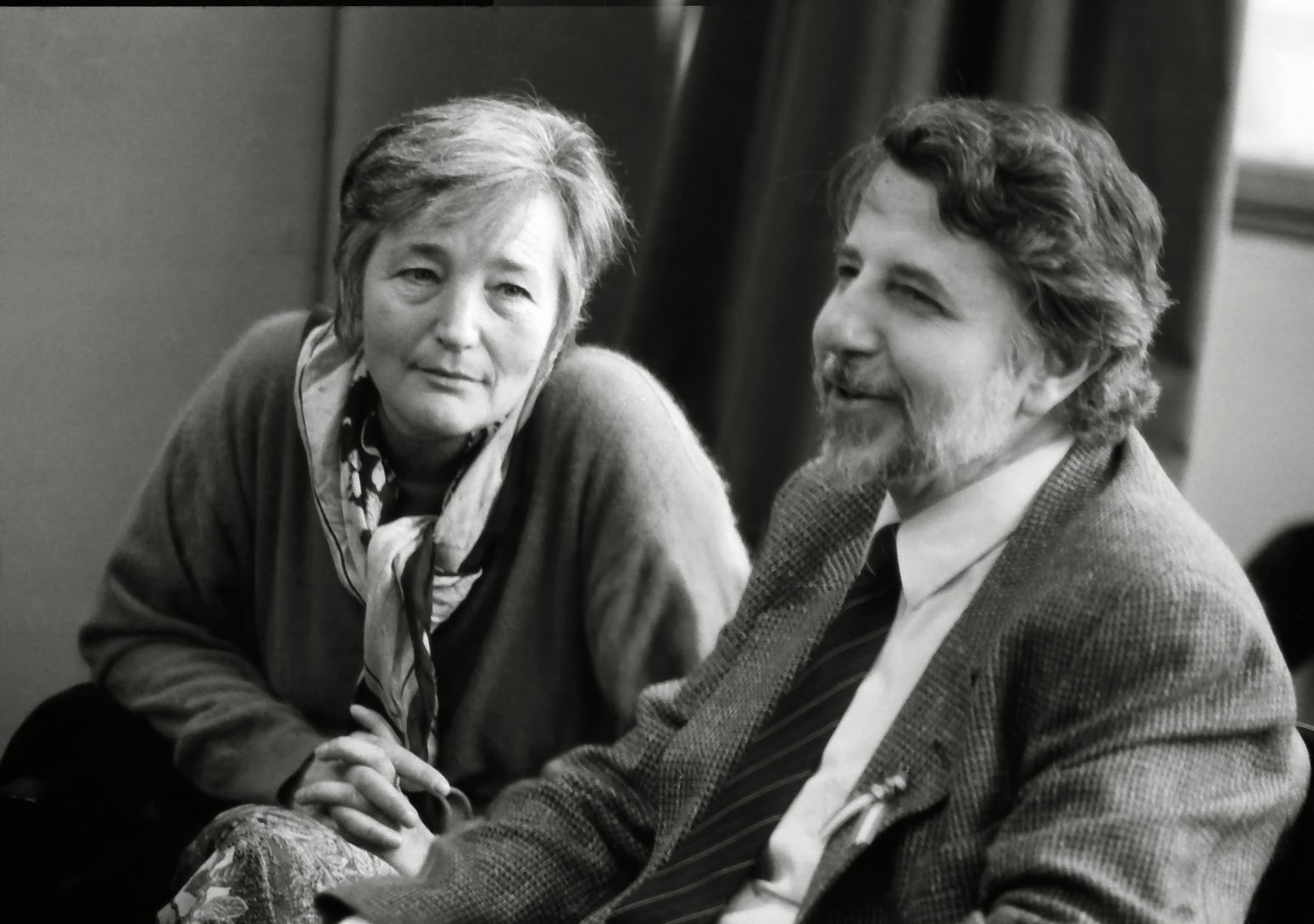
Avec Ferenc Kőszeg.
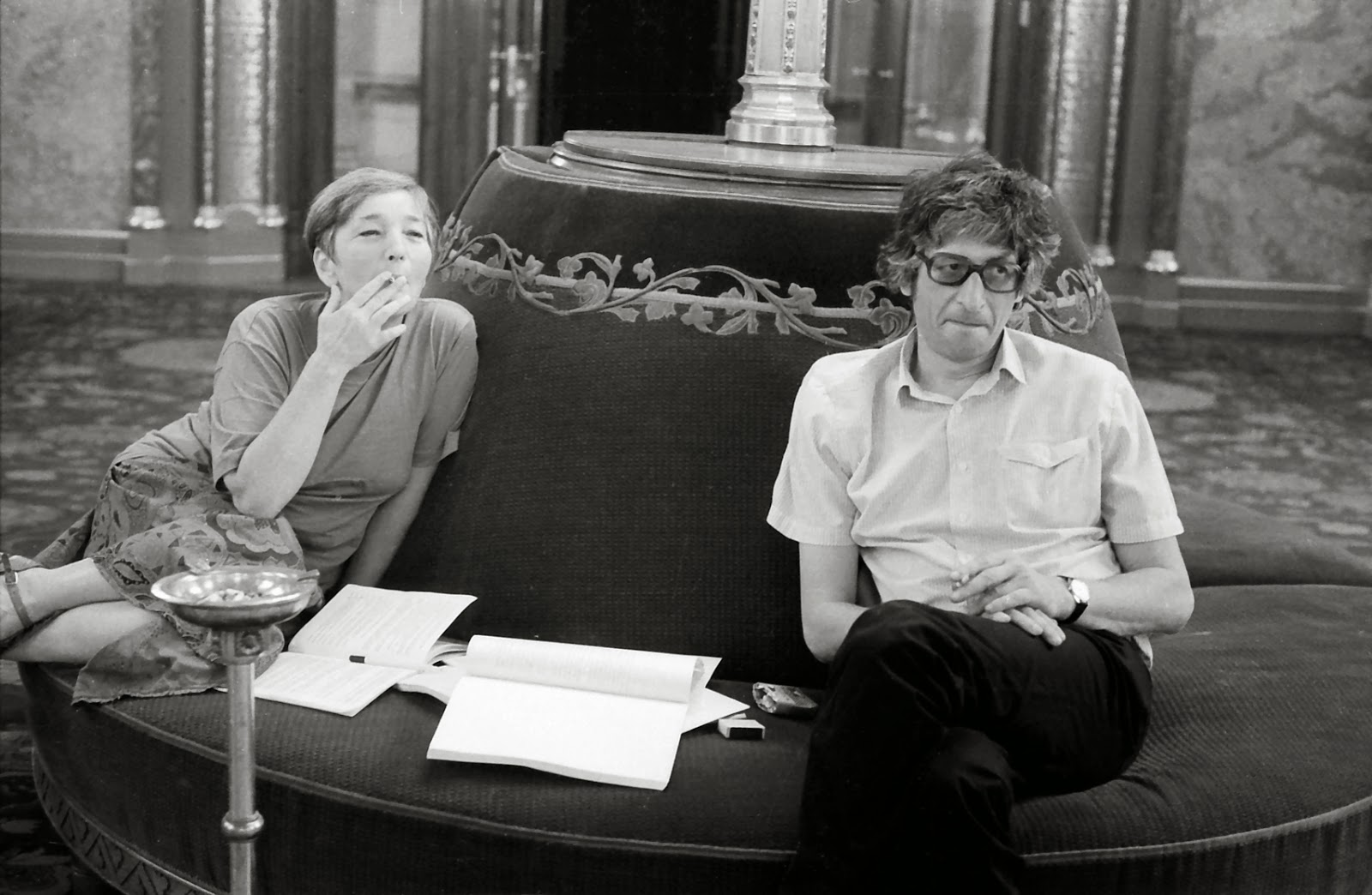
Ottilia Solt et Gábor Havas (hu). Photo de Lenke Szilágyi.
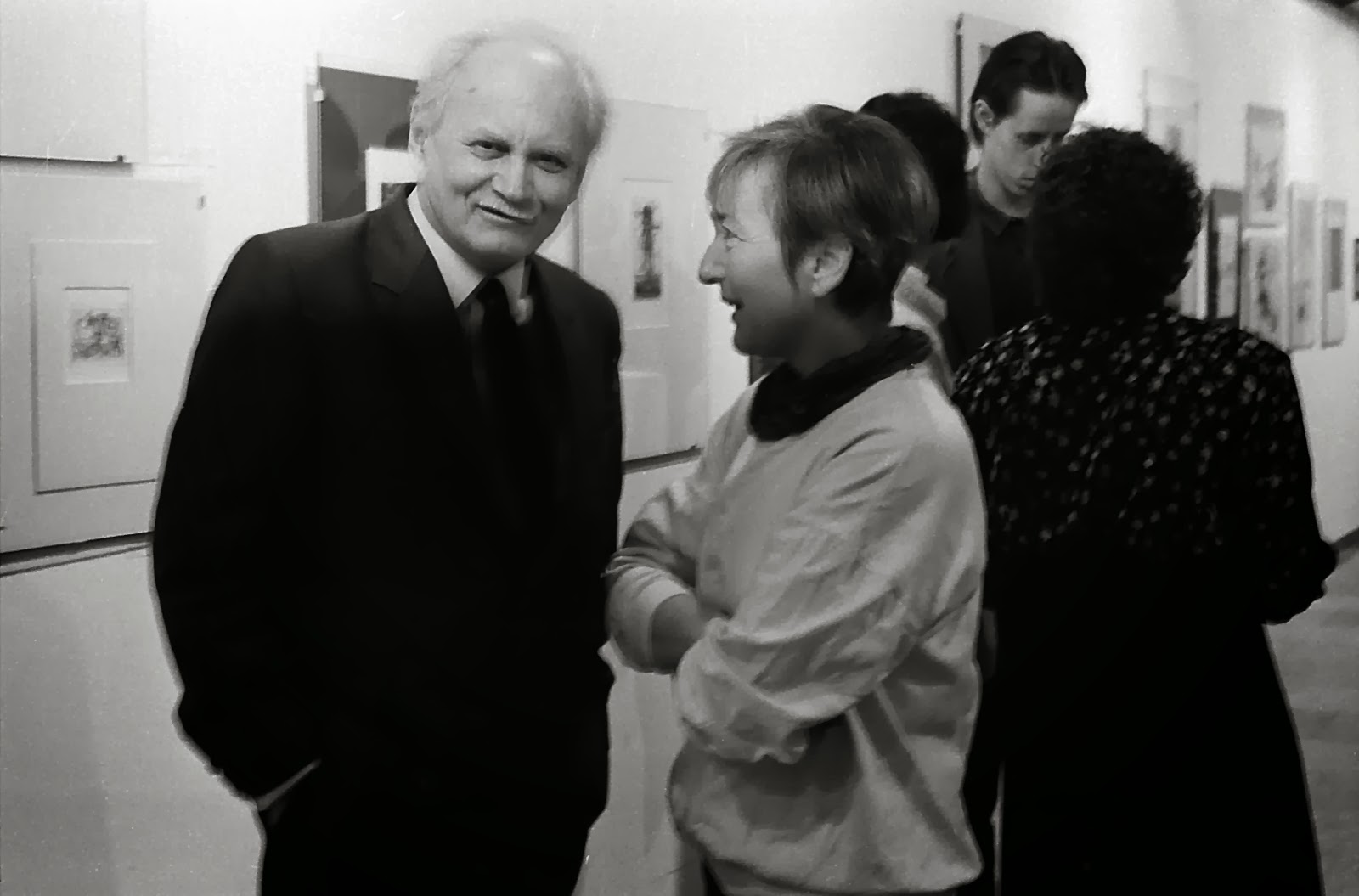
Árpád Göncz et Ottilia Solt. Photo de Lenke Szilágyi.